# Claudio Langes
 Claudio Langes  va ser un pilot de curses automobilístiques italià que va arribar a disputar curses de la Fórmula 1.
Va néixer el 20 de juliol del 1960 a Brescia, Itàlia.

## A la F1
Claudio Langes va debutar a la primera cursa de la temporada 1990 (la 41a temporada de la història) del campionat del món de la Fórmula 1, disputant l'11 de març del 1990 el G.P. dels Estats Units al circuit de Phoenix.
Va participar en un total de catorze curses puntuables pel campionat de la F1, disputades totes a la 1990, no aconseguint classificar-se per disputar cap cursa i no assolí cap punt pel campionat del món de pilots.

## Resultats a la Fórmula 1
| Any  | Equip           | Xassís   | Motor | 1       | 2       | 3       | 4       | 5       | 6       | 7       | 8       | 9       | 10      | 11      | 12      | 13      | 14      | 15  | 16  | Posició | Punts |
| ---- | --------------- | -------- | ----- | ------- | ------- | ------- | ------- | ------- | ------- | ------- | ------- | ------- | ------- | ------- | ------- | ------- | ------- | --- | --- | ------- | ----- |
| 1990 | EuroBrun Racing | EuroBrun | Judd  | USA NVQ | BRA NVQ | SMR NVQ | MON NVQ | CAN NVQ | MEX NVQ | FRA NVQ | GBR NVQ | ALE NVQ | HON NVQ | BEL NVQ | ITA NVQ | POR NVQ | ESP NVQ | JAP | AUS | -       | 0     |

### Resum
| Curses: | Victòries: | Pòdiums: | Poles: | Voltes ràpides: | Punts: |
| ------- | ---------- | -------- | ------ | --------------- | ------ |
| 14 (0)  | 0          | 0        | 0      | 0               | 0      |